# 13395 Deconihout
13395 Deconihout è un asteroide della fascia principale. Scoperto nel 1999, presenta un'orbita caratterizzata da un semiasse maggiore pari a 2,2815761 UA e da un'eccentricità di 0,1912359, inclinata di 3,13575° rispetto all'eclittica.